# Ludmiła Dawletowa
Ludmiła Jelmatowna Dawletowa (ros. Людмила Ельматовна Давлетова, ur. 18 września 1940 we wsi Komsomolskij w ówczesnym obwodzie frunzeńskim w Kirgiskiej SRR) – radziecka działaczka państwowa i partyjna.

## Życiorys
Od 1957 pracowała w sowchozie w obwodzie frunzeńskim, później w fabryce w mieście Frunze (obecnie Biszkek), 1959-1964 studiowała w Taszkenckim Instytucie Tekstylnym. Od 1964 pracowała w fabryce kolejno jako szef zmiany, starszy inżynier, szef wydziału ds. szkolenia kadr, szef warsztatu, szef wydziału kadr i zastępca dyrektora fabryki ds. kadr. Od 1968 należała do KPZR, od 1971 sekretarz związkowego komitetu robotników przemysłu tekstylnego i lekkiego Kazachskiej SRR, od 1973 dyrektor zjednoczenia. Od 1982 wiceminister przemysłu lekkiego Kazachskiej SRR, 1983 kierownik Wydziału Przemysłu Lekkiego i Spożywczego KC KPK, od 1983 kierownik Wydziału Przemysłu Lekkiego i Towarów Powszechnego Użytku KC KPK, od 1986 sekretarz KC KPK. Od lipca 1989 zastępca przewodniczącego Gospłanu ZSRR, przewodnicząca Państwowego Komitetu ds. Przemysłu Lekkiego przy Gospłanie ZSRR - minister ZSRR, 1991 przewodnicząca organizacji społecznej "Roslegprom". Deputowana do Rady Najwyższej Kazachskiej SRR 11 kadencji. Od lipca 1990 członek KC KPZR. Odznaczona Orderem Czerwonego Sztandaru Pracy i Orderem Znak Honoru.